# Ambroise Roux-Alphéran
Ambroise Thomas Roux-Alphéran, né le 29 décembre 1776 à Aix-en-Provence où il est mort le 8 février 1858, est un historien français et greffier à la cour d'Aix-en-Provence pendant la Restauration. Son œuvre principale, Les Rues d'Aix, publiée en 1846-1848, est considérée comme une référence sur l'histoire d'Aix-en-Provence.

## Biographie
Fils de Jean-Baptiste Roux, avocat au parlement, secrétaire et greffier de la viguerie, et de Gabrielle d'Alphéran, il fait ses études au collège Bourbon puis à la faculté de droit d'Aix. Époux en 1801 de Marie Anne Antoinette Renoux, il entreprend la carrière d'avocat malgré une forte timidité qui l'entrave dans l'exercice de sa profession. Il décide donc de rentrer dans l'administration et devient secrétaire en chef de la mairie d'Aix en 1807, poste qu'il conserve jusqu'en 1815, date du retour de Louis XVIII. Grâce au soutien de député, il est nommé greffier en chef de la cour royale d'Aix jusqu'en 1830. Du 11 février 1808 à 1830, il exerce la fonction de membre de l'Académie des sciences, agriculture, arts et belles-lettres d'Aix et, de 1821 à 1830, celle de conseiller municipal. Il démissionne de tous les postes qu'il occupe en 1830 pour mieux se consacrer à sa passion : l'histoire. 
En 1840, il reprend ses fonctions à l'Académie, est nommé greffier en chef de la cour royale d'Aix et entre, l'année suivante, à la Commission d'archéologie. Lorsque Louis-Philippe prend le pouvoir, il démissionne et s'adonne à l'étude et l'écriture de l'histoire d'Aix-en-Provence.
Par ordonnance royal du 20 septembre 1814, Ambroise Roux, fut autorisé à joindre à son nom, celui de sa mère, pour devenir Roux-Alphéran.
Il meurt le 8 février 1858, à l'âge de 82 ans, sans avoir obtenu aucune distinction pour son œuvre. Ce n'est qu'après sa mort qu'une rue du quartier Mazarin, la rue Longue-Saint-Jean, reçoit le nom de rue Roux-Alphéran, qu'elle porte toujours. Roux-Alphéran avait occupé, durant une partie de sa vie, une maison au n°9.

## Œuvres et thèmes
Les historiens lui attribuent un gros manuscrit anonyme rédigé pendant les années sanglantes de la Terreur Blanche à Aix en Provence (1795-1798). Titré Journal historique de tout ce qui s'est passé de remarquable dans Aix, depuis le dimanche 26 avril 1795 jusqu'au dimanche 31 décembre 1797, pour servir à rédiger des mémoires, ce manuscrit raconte d'un point de vue royaliste les années mouvementées du Directoire à Aix.
En 1846-1848, il publie Les Rues d'Aix. Ses nombreuses œuvres sont conservées à la bibliothèque Méjanes, à Aix.

En 2013, Aix sous la Terreur vient d'être édité en deux tomes par les éditions Desbaumes, d'après les archives de la bibliothèque Méjanes d'Aix-en-Provence.